# Dialekty języka czeskiego

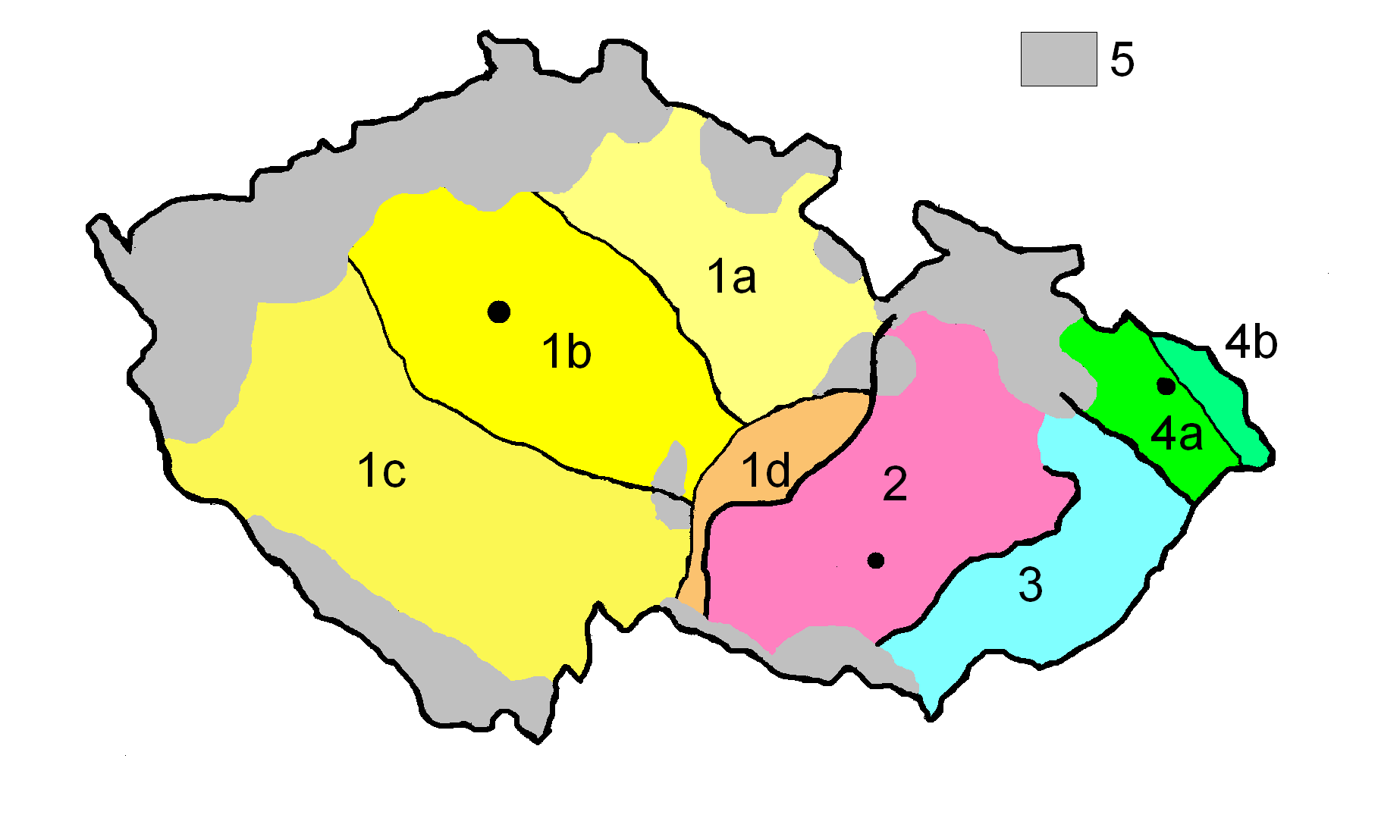
Mapa dialektów języka czeskiego:
1a – dialekt wschodnioczeski,
1b – dialekt środkowoczeski,
1c – dialekt zachodnioczeski,
1d – dialekt czesko-morawski)
2 – dialekt hanacki
3 – dialekt morawsko-słowacki
4a – dialekt laski,
4b – dialekt przejściowy polsko-czeski)
5 – dialekty mieszane (dawne tereny niemieckojęzyczne)

Dialekty czeskie to mówione formy języka czeskiego, używane na niektórych obszarach Czech. Poszczególne dialekty są w większości wzajemnie zrozumiałe. Pod wpływem mediów i ogólnoczeskiego języka potocznego różnice między dialektami się zacierają.
Przejście między dialektami czeskimi i słowackimi jest płynne, tworzą one kontinuum dialektalne.
Dialekty języka czeskiego można podzielić na cztery grupy:
- dialekty czeskie właściwe (z potocznym czeskim jako interdialektem)
  - dialekt wschodnioczeski (północno-wschodnioczeski)
  - dialekt środkowoczeski
  - dialekt zachodnioczeski (południowo-zachodnioczeski)
  - dialekt czesko-morawski (południowoczeski)
- dialekt hanacki (środkowomorawski)
- dialekt laski (śląsko-morawski).
- dialekt morawsko-słowacki (wschodniomorawski),

przy czym ten ostatni z uwagi na cechy fonetyczne i morfologiczne jest szczególnie bliski dialektom słowackim i często jest do nich zaliczany
Obszar przygraniczny, zamieszkiwany przed 1945 rokiem głównie przez Niemców, nie posiada własnych dialektów. Wysiedlona ludność niemiecka została zastąpiona przez Czechów z różnych regionów i na skutek kontaktu użytkowników różnych dialektów, zostały one w dużej mierze wyparte przez czeszczyznę literacką.

## Charakterystyczne cechy dialektów czeskich[5]
| dialekt                                 | czeski właściwy | hanacki                                                                        | morawsko-słowacki                                            | laski     | literacki czeski |
| --------------------------------------- | --- | ------------------------------------------------------------------------------ | ------------------------------------------------------------ | --------- | ---------------- |
| ý → ej (→ é)                            | tak: novej | tak: nové                                                                      | nie: nový                                                    | nie: novy | nie: nový        |
| ú → ou (→ ó)                            | tak: vedou | tak: vedó                                                                      | nie: vedú                                                    | nie: vedu | tak: vedou       |
| é → í/ý                                 | tak: nový | nie: nové                                                                      | nie: nové                                                    | nie: nove | nie: nové        |
| protetyczne v przed o-                  | tak: vokno; większość obszaru nie (protetyczne h): hokno; gwara chodzka nie: okno; tylko w gwarze doudlebskiej                                         | tak: vokno; południowe i południowo-zachodnie Morawy nie: okno; reszta obszaru | nie: okno                                                    | nie: okno | nie: okno        |
| rozróżnianie i ~ y                      | nie | nie                                                                            | nie                                                          | tak       | nie              |
| rozróżnianie l ~ ł                      | nie; większość obszaru tak; sporadycznie w dialekcie zachodnioczeskim i dialekcie wschodnioczeskim, np. w gwarze doudlebskiej i gwarze podkarkonoskiej | nie                                                                            | tak                                                          | tak       | nie              |
| obecność ř                              | tak | tak                                                                            | tak; większość obszaru nie; tylko wzdłuż granicy ze Słowacją | tak       | tak              |
| obecność iloczasu                       | tak | tak                                                                            | tak                                                          | nie       | tak              |
| udźwięczniająca fonetyka międzywyrazowa | nie | tak; tylko na wschodzie                                                        | tak                                                          | tak       | nie              |